# Vasaloppet 1969
Vasaloppet 1969 avgjordes den 2 mars 1969, och var den 46:a upplagan av Vasaloppet. Segrade gjorde Janne Stefansson. Det blev hans sjunde och sista seger i Vasaloppet.

## Resultat
Not: Pl = Placering, Nr = Startnummer, Tid = Sluttid
| Pl. | Nr | Namn             | Klubb/Land     | Tid     | Diff    |
| --- | -- | ---------------- | -------------- | ------- | ------- |
| 1   |    | Janne Stefansson | Sälens IF      | 4:50:07 | + 00.00 |
| 2   |    | Bertil Jonasson  | Sundbybergs IK | 4:50:22 | + 00.15 |
| 3   |    | Bruno Åvik       | Sälens IF      | 4:50:24 | + 00.17 |
| 4   |    | Sören Linder     | Norbergs AIF   | 4:51:36 | + 01.29 |
| 5   |    | Sune Sundqvist   | SK Vindeln     | 4:51:39 | + 01.32 |